# Duren Ijo
Duren Ijo is een bestuurslaag in het regentschap Banyuasin van de provincie Zuid-Sumatra, Indonesië. Duren Ijo telt 889 inwoners (volkstelling 2010).